# Temporada 2020-2021 del Teatre Nacional de Catalunya

## Espectacles
| Temporada 2021-2022 del Teatre Nacional de Catalunya            | |                                          | |                                |                                                                                 |                          |                      |                           |
| Espectacle                                                      | Autoria                                                                                                | Direcció                                 | Actors i actrius principals / artistes | Escenografia                   | Producció                                                                       | Dates                    | Sala                 | Gènere                    |
| Decameró                                                        | Carnevali, Comadira, Cunillé, Dimitriadis, El Hachmi, Luri, Marín-Dòmine, Morales, Novarina, Perejaume |                                          | Paula Blanco, Pepo Blasco, Melcior Casals, Desirée Cascales, Adriana Fuertes, Oriol Genís, Sàskia Giró, Lina Lambert, Carol Muakuku, Víctor Pi | Marsa Amenós                   | Teatre Nacional de Catalunya                                                    | 1/10/2020 al 25/10/2020  | Sala Petita          | Teatre                    |
| Ahir                                                            | Animal Religion (Quim Girón, Joana Serra, Joan Cot Ros)                                                | Carlota Grau                             | | Mercè Lucchetti                | Teatre Nacional de Catalunya, Animal Religion                                   | 15/10/2020 al 18/10/2020 | Sala Tallers         | Circ contemporani         |
| La dona trencada                                                | Simone de Beauvoir                                                                                     | Francesca Piñón                          | Lluïsa Mallol |                                | Vània Produccions                                                               | 29/10/2020 al 1/11/2020  | Sala Tallers         | Teatre                    |
| Solitud a Stromboli. Somnis, signes i símbols                   | Núria Casado Gual                                                                                      | Imma Colomer                             | Fina Rius |                                | Nurosfera, SL                                                                   | 12/11/2020 al 15/11/2020 | Sala Petita          | Conferència teatralitzada |
| Monroe-Lamarr                                                   | Carles Batlle                                                                                          | Sergi Belbel                             | Elisabet Casanovas, Laura Conejero, Eloi Sànchez, David Vert | Max Glaenzel                   | Teatre Nacional de Catalunya, VELVET Events                                     | 25/11/2020 al 20/12/2020 | Sala Tallers         | Teatre                    |
| L'hèroe                                                         | Santiago Rusiñol                                                                                       | Lurdes Barba                             | Manel Barceló, Javier Beltrán, Georgina Latre, Miquel Malirach, David Marcé, Joan Marmaneu, Joan Negrié, Albert Prat, Rosa Renom, Mima Riera, Toni Sevilla, Albert Tallet                                                                                    | Silvia Delagneau, Max Glaenzel | Teatre Nacional de Catalunya                                                    | 3/12/2020 al 10/01/2021  | Sala Gran            | Teatre                    |
| Solitud                                                         | Víctor Català                                                                                          | Alícia Gorina                            | Pepo Blasco, Ona Grau, Oriol Guinart, Pol López, Laura Luna, Adriana Parra, Clara Peteiro, Maria Ribera i Pau Vinyals | Sílvia Delagneau               | Teatre Nacional de Catalunya                                                    | 10/12/2020 al 3/01/2021  | Sala Petita          | Teatre                    |
| Una venjança com n'hi ha poques + Es rifa un home! + Les cartes | Lluïsa Denís, Rosa Maria Arquimbau, Víctor Català                                                      | Ester Villamor, Marta Aran, Clara Manyós | Una venjança com n’hi ha poques: Berta Giraut, Albert Pérez, Martina Roura, Quim Àvila. Les cartes: Carla Torres, David Verdaguer. Es rifa un home!: Laia Alsina i Riera, Júlia Barceló, Denise Duncan, Pep García Pascual, Rocío Manzano, Laura Vila Kremer |                                | Teatre Nacional de Catalunya                                                    | 22/12/2020               | Sala Petita          | Lectures dramatitzades    |
| Ex-libris                                                       | Voël                                                                                                   | Companyia Voël                           | Deborah Cobos (Debi), Jordi Serra, Marc Sastre | Companyia Voël                 | Companyia Voël                                                                  | 23/12/2020 al 3/01/2021  | Sala Tallers         | Circ contemporàni         |
| Encara hi ha algú al bosc                                       | Anna Maria Ricart Codina                                                                               | Joan Arqué Solà                          | Montse Esteve, Judit Farrés, Ariadna Gil, Erol Ileri, Òscar Muñoz, Pep Pascual, Magda Puig | Xesca Salvà                    | Cultura i Conflicte, Teatre de l’Aurora                                         | 14/01/2021 al 7/02/2021  | Sala Petita          | Teatre                    |
| Testimoni de guerra                                             | Pau Carrió                                                                                             | Pau Carrió                               | Laura Aubert i Pol López | Judit Colomer Mascaró          | Teatre Nacional de Catalunya, XIII Premi Quim Masó 2019                         | 21/01/2021 al 31/01/2021 | Sala Tallers         | Teatre                    |
| Kàtia                                                           | Teatre Nu. Idea original Ka Teatre                                                                     | Víctor Borràs                            | Montse Pelfort, Maria Berenguer |                                | Teatre Nu                                                                       | 3/02/2021 al 14/02/2021  | Sala Tallers         | Teatre familiar           |
| La nit de la iguana                                             | Tennessee Williams                                                                                     | Carlota Subirós                          | Paul Berrondo, Joan Carreras, Màrcia Cisteró, Ricardo Cornelius, Antònia Jaume, Paula Jornet, Wanja Manuel Kahlert, Nora Navas, Hans Richter, Juan Andrés Ríos, Claudia Schneider, Lluís Soler                                                               | Max Glaenzel                   | 11/02/2021 al 28/03/2021                                                        | Sala Gran                | Teatre               |                           |
| La Font de la Pólvora                                           | Llàtzer Garcia                                                                                         | Llàtzer Garcia                           | Moha Amazian, Cristina Arenas, Esmeralda Colette, Biel Montoro, Pau Vinyals | Paula Miranda                  | Teatre Nacional de Catalunya, programa Art for Change de la Fundació “la Caixa” | 24/02/2021 al 28/02/2021 | Sala Tallers         | Teatre                    |
| De què parlem mentre no parlem de tota aquesta merda?           | La Calòrica                                                                                            | Israel Solà                              | Xavi Francès, Aitor Galisteo-Rocher, Esther López, Mònica López, Marc Rius, Júlia Truyol | Albert Pascual                 | Teatre Nacional de Catalunya                                                    | 4/03/2021 al 4/04/2021   | Sala Petita          | Teatre                    |
| 1869                                                            | Rossend Arús                                                                                           | Núria Ramis                              | Magda Puig, Marina Congost |                                | Teatre Nacional de Catalunya                                                    | 11/03/2021               | Casal Transformadors | Lectura dramatitzada      |
| Opening Night                                                   | La Veronal                                                                                             | Marcos Morau                             | Mònica Almirall, Valentín Goniot, Núria Navarra, Lorena Nogal, ShayPartush, Marina Rodríguez |                                | Cristina Goñi                                                                   | 8/04/2021 al 11/04/2021  | Sala Gran            | Dansa contemporània       |
| Heroïnes o res                                                  | Iván Morales                                                                                           | Ivan Morales, David Climent              | Bruno Bergonzini, Pau Escobar Sanz, Tai Fati, Àrid Soldevila, Emma Clarke | Judit Colomer                  | Los Montoya, Amici Miei Produccions, Teatre Nacional de Catalunya               | 14/04/2021 al 2/05/2021  | Sala Tallers         | Teatre                    |
| Galatea                                                         | Josep M. de Sagarra                                                                                    | Rafel Duran                              | Anna Azcona, Nausicaa Bonnín, Roger Casamajor, Borja Espinosa, Pep Ferrer, Míriam Iscla, Jordi Llovet, Carol Muakuku, Quimet Pla, Santi Ricart, Ernest Villegas                                                                                              | Rafel Lladó                    | Teatre Nacional de Catalunya                                                    | 29/04/2021 al 23/05/2021 | Sala Petita          | Teatre                    |
| L'emperadriu del Paral·lel                                      | Lluïsa Cunillé                                                                                         | Xavier Albertí                           | Pere Arquillué, Montse Esteve, Chantal Aimée, Alejandro Bordanove, Oriol Genís, Maria Hinojosa, Sílvia Marsó, Mont Plans, Jordi Domènech, Aina Sánchez, Roberto G. Alonso, Carme Sansa, Albert Mora                                                          | Lluc Castells                  | Teatre Nacional de Catalunya                                                    | 6/05/2021 al 13/06/2021  | Sala Gran            | Teatre                    |
| Horta                                                           | L'Horta Teatre                                                                                         | Pau Pons                                 | Joana Alfonso, Esther López | Los Reyes Del Mambo            | L'Horta Teatre                                                                  | 7/05/2021 al 9/05/2021   | Jardins              | Teatre familiar           |
| Mare de sucre                                                   | Clàudia Cedó                                                                                           | Clàudia Cedó                             | Andrea Álvarez, Ivan Benet, Marc Buxaderas, Mercè Méndez, Judit Pardàs, Maria Rodríguez, Teresa Urroz | Laura Clos "Closca"            | Teatre Nacional de Catalunya, Escenaris Especials                               | 13/05/2021 al 06/06/2021 | Sala Tallers         | Teatre                    |
| Full House                                                      | Eléctrico 28                                                                                           | Ana Redi-Milatovic                       | Ana Redi-Milatovic, Alina Stockinger, Jordi Solé Andrés, Josep Cosials | resanita & dageko.gmbh         | Eléctrico 28                                                                    | 15/05/2021 al 16/05/2021 | Jardins              | Teatre familiar           |
| El Pot Petit                                                    | El Pot Petit                                                                                           | El Pot Petit                             | Helena Bagué Vilà, Siddartha Vargas Martínez |                                | El Pot Petit                                                                    | 29/05/2021 al 30/05/2021 | Jardins              | Teatre familiar           |
| L'huracà                                                        | Carme Montoriol                                                                                        | Mònica Bofill                            | Quim Àvila, Montse Germán, Júlia Jové, Josep Julien, Gemma Martínez | Laura Clos “Closca”            | Teatre Nacional de Catalunya                                                    | 10/06/2021 al 13/06/2021 | Sala Petita          | Teatre                    |
| Hidden                                                          | | Lali Ayguadé                             | Hedvig Edvall Bons (substitució d’Anna Calsina), Diego Sinniger, Lisard Tranis, Akira Yoshia, Pierot Steiner | Martina Cabanas                | Big Story Productions                                                           | 18/06/2021 al 20/06/2021 | Sala Petita          | Dansa contemporània       |
| Billy's Violence                                                | Needcompany                                                                                            | Jan Lauwers                              | Nao Albet, Grace Ellen Barkey, Gonzalo Cunill, Martha Gardner, Romy Louise Lauwers, Juan Navarro, Maarten Seghers, Meron Verbelen |                                | Needcompany                                                                     | 8/07/2021 al 11/07/2021  | Sala Gran            | Teatre                    |
| Malditas plumas                                                 | Sol Picó                                                                                               | Aurora Bauzà, Pere Jou (Telemann Rec.)   | Sol Picó | Joan Manrique                  | Teatre Nacional de Catalunya, Sol Picó Companyia de Dansa                       | 21/07/2021 al 22/07/2021 | Sala Petita          | Dansa contemporània       |